# Diocesi di Vegesela di Bizacena
La diocesi di Vegesela di Bizacena (in latino Dioecesis Vegeselitana in Byzacena) è una sede soppressa e sede titolare della Chiesa cattolica.

## Storia
Vegesela di Bizacena, identificabile con Henchir-Recba nell'odierna Tunisia, è un'antica sede episcopale della provincia romana di Bizacena.
Un solo vescovo può essere attribuito senz'ombra di dubbio a questa diocesi africana. Alla conferenza di Cartagine del 411, che vide riuniti assieme i vescovi cattolici e donatisti dell'Africa romana, prese parte il cattolico Privaziano. Vegesela non aveva in quel momento un vescovo donatista, ma il suo territorio dipendeva dal vescovo Donato di Cillio, rappresentato nel territorio di Vegesela da alcuni diaconi.
A questa diocesi è assegnato anche il vescovo Privato, che prese parte al concilio cartaginese del 345/348. Gli atti tuttavia non indicano la provincia di appartenenza di questo vescovo, motivo per cui, secondo Mandouze, Privato potrebbe essere vescovo o di Vegesela di Bizacena o di Vegesela di Numidia.
Dal 1933 Vegesela di Bizacena è annoverata tra le sedi vescovili titolari della Chiesa cattolica; dal 31 maggio 2017 il vescovo titolare è Franz Josef Gebert, già vescovo ausiliare di Treviri.

## Cronotassi

### Vescovi
- Privato ? † (menzionato nel 345/348)
- Privaziano † (menzionato nel 411)

### Vescovi titolari
- Alfredo Torres Romero † (30 dicembre 1967 - 26 luglio 1980 nominato vescovo di Toluca)
- Jorge Liberato Urosa Savino † (3 luglio 1982 - 16 marzo 1990 nominato arcivescovo di Valencia in Venezuela)
- Segundo René Coba Galarza (7 giugno 2006 - 18 giugno 2014 nominato ordinario militare in Ecuador)
- Franz Josef Gebert, dal 31 maggio 2017